# Носик Валерій Бенедиктович
Валерій Бенедиктович Носик (рос. Валерий Бенедиктович Носик; 9 жовтня 1940, Москва, Російська РФСР — 4 січня 1995, Москва, Росія) — радянський і російський актор театру і кіно. Заслужений артист РРФСР (1983). Народний артист Росії (1994). Брат актора Володимира Носика. Батько актора Олександра Носика.

## Життєпис
Закінчив Всесоюзний державний інститут кінематографії (1963, майстерня М. Ромма).
У 1961—1964 рр. — актор Московського ТЮГу.
Один з творців і актор Експериментального театру-студії пантоміми («Ектемім») під керівництвом А. Румнева.
У 1965—1972 роках — актор Московського театру імені О. С. Пушкіна.
З 1972 року — актор Державного академічного Малого театру.
Актор яскравого комедійного таланту. Зіграв понад 130 ролей, втіливши в кінофільмах і телеспектаклях різнохарактерних, комедійних і казкових персонажів.
Помер в своїй московській квартирі 4 січня 1995 року. Похований на 2-ій дільниці Троєкурівського кладовища Москви.

## Фільмографія
- 1958: «Стукайте в будь-які двері» — Нос
- 1959: «Незвичайна подорож Мішки Стрекачова» — хуліган
- 1961: «Обрій» — Миша, випускник
- 1962: «Вступ» — Ромка
- 1965: «Рано вранці» (реж. Т. Ліознова) — Дмитро
- 1965: «Кухарка» — Григорій, наречений Варвари
- 1965: «Операція „И“ та інші пригоди Шурика» (реж. Леонід Гайдай) — студент-гравець
- 1965: «Місто майстрів» (в титрах не вказаний) — епізод
- 1966: «Казка про царя Салтана» (реж. О. Птушко) — челядник
- 1966: «На півдорозі до Місяця» (реж. Д. Фірсова) — морячок
- 1966: «Чорт із портфелем» — складач
- 1967: «Житіє і вознесіння Юрася Братчика» — юродивий
- 1967: «Врятуйте потопаючого» — Русалкін
- 1967: «Пароль не потрібен» — «Адвокат»
- 1968: «Солдат і цариця» — дурень
- 1969: «Я його наречена»
- 1969: «Злочин і покарання» — Заметов
- 1972: «Руслан і Людмила» — гонець
- 1972: «Їхали в трамваї Ільф і Петров» — Кипятков, відвідувач кафе
- 1972: «Звільнення» — Дорожкін
- 1972: «Мармуровий будинок» — Гітлер
- 1973: «Розумні речі» — рудий кравець
- 1973: «Велика перерва» (реж. О. Коренєв) — Отто Фукін, воротар
- 1973: «Аніскін і Фантомас» — Лютіков
- 1974: «Царевич Проша» — Ох
- 1974: «Червона скрипка» — адвокат
- 1974: «Пригоди в місті, якого немає» — шпик «Вусатий»
- 1975: «Слідство ведуть ЗнаТоКі» (Удар у відповідь. Справа N10) — Федя Ферапонтіков
- 1975: «Мисливець за браконьєрами»
- 1976: «Обеліск» — журналіст
- 1976: «Ти — мені, я — тобі» — Гриша, браконьєр
- 1977: «Інкогніто з Петербурга» (реж. Леонід Гайдай) — Лука Лукич Хлопов
- 1977: «Трясовина» — Гриша
- 1978: «І знову Аніскін» — Лютіков
- 1978: «Розклад на післязавтра» — Овечкін-старший, батько Володі
- 1979: «З коханими не розлучайтесь» — молодожон в будинку відпочинку
- 1979: «Жив-був настроювач» — Никодим Савельєв, приїжджий
- 1980: «Крізь терни до зірок» — Лій
- 1980: «Ключ» (реж. О. Коренєв) — Паша Митрофанов
- 1980: «Дами запрошують кавалерів» — Моремухін, вантажник
- 1981: «Третій вимір» — Бобрик, мічман, інтендант підводного човна
- 1982: «Шурочка» — офіцер
- 1982: «Ви чиї, старі?» (к/м, реж. В. Пічул) — сусід Зіни по комуналці
- 1984: «Мій обранець» (реж. О. Коренєв) — Чижиков
- 1984: «Я за тебе відповідаю» — фотокореспондент
- 1986: «Твій брат — мій брат» — лікар
- 1987: «Шура і Просвірняк» — начальник телефонної станції
- 1989: «Візит дами» (реж. Михайло Козаков) — Кобі (Якоб Хюнлейн), перший сліпець
- 1990: «Зачарований мандрівник» — магнетизер
- 1990: «…на прізвисько „Звір“» — блатний
- 1991: «Небеса обітовані» (реж. Ельдар Рязанов) — бомж
- 1991: «Щен із сузір'я Гончих Псів» — батько Ліди
- 1991: «Вербувальник» — дрібний ділок на скачках
- 1992: «Бабій 2» — китаєць Сін Сяо
- 1992: «Спочатку було слово» (Росія—Україна)
- 1992: «Новий Одеон» — Оськін
- 1992: «Гріх» — шахрай
- 1992: «Ка-ка-ду»
- 1993: «Американський дідусь» — Федір
- 1993: «Пістолет з глушником» — алкоголік
- 1993: «Сни» — міністр культури
- 1993: «Пором „Анна Кареніна“»
- 1994: «Майстер і Маргарита» — Алоізій Могарич
- 1994: «Чарівник Смарагдового міста» — Людожер
- 1995: «Бульварний роман» — пристав Чабанов
- 1995: «На розі, у Патріарших» — сексот Стас
- 1995: «Фатальні яйця» — Козій Зоб
- 1995: «За що?»/«Za со?» (Росія—Польща, реж. Єжи Кавалерович) — візник
- 1996: «Повернення „Броненосця“» — Хан-Сулейман

Фільми українських кіностудій:
- 1962: «Ніколи» (реж. П. Тодоровський, В. Дяченко) — Ниточкін
- 1972: «Адреса вашого дому» — Іван Безсмертний
- 1977: «Нісенітниця» (рос. Сапоги всмятку) (т/ф, реж. М. Іллєнко) — Микитка, суфлер
- 1978: «Напередодні прем'єри» (реж. Олег Гойда) — актор
- 1978: «Море» — Кирилов,
- 1978: «По вулицях комод водили» (т/ф) — водій
- 1978: «Незручна людина» (реж. Володимир Довгань) — Броніслав Уханов, бригадир
- 1980: «Розповіді про кохання» (Оповіді про кохання[1], т/ф, реж. А. Войтецький) — мужичок
- 1981: «Таємниця, відома всім» (т/ф) — Спритний
- 1981: «Очікування» (т/ф, реж. Радомир Василевський) — батько Варьки
- 1981: «Третій вимір» (реж. В. Новак) — Бобрік
- 1982: «Сімейна справа»
- 1982: «Гонки по вертикалі» (т/ф, реж. О. Муратов) — службовець аеропорту, колишній спільник «Батона»
- 1982: «Просто жах!» (реж. О. Полинніков) — мисливець
- 1990: «Яри» (т/ф, реж. В. Ісаков) — Семен Іонич Вавкін